# Proactiva Open Arms
Proactiva Open Arms è una organizzazione non governativa spagnola, in particolare catalana, il cui obiettivo è condurre operazioni di ricerca e soccorso in mare. Creata nell'ottobre 2015, iniziò le sue operazioni di recupero il mese stesso dalla sua base operativa nell'isola di Lesbo in Grecia.
Proactiva ha ricevuto svariati premi tra cui l'European Citizen Prize nel 2016. Il suo fondatore Òscar Camps, è stato premiato come "Catalan of the Year" nel 2015.

## Storia

### Origini
Proactiva si sviluppò come organizzazione non governativa dalla Pro-Activa Serveis Aquàtics, una compagnia di salvataggio e recupero in acqua, situata in Badalona. A causa della crisi dei rifugiati e con l'occorrenza di alcuni decessi in mare con ampio risalto mediatico, Oscar Camps viaggiò a Lesbo nel settembre 2015, insieme ad altri tre volontari.
In maniera congiunta con la sede operativa a Lesbo, l'Organizzazione Non Governativa coordina le sue operazioni con altre tre navi, uno yacht, l'Astral, utilizzato perlopiù per operazioni di ricerca; il Golfo Azzurro e la Open Arms, sebbene a causa di problemi di fondi, alla data del marzo 2018 solo quest'ultima è pienamente operativa.

### Isola di Lesbo
Nel mese di settembre i primi volontari arrivarono per le operazioni di soccorso. All'inizio, gli unici materiali disponibili furono basilari attrezzature subacquee. Le attività principali consistevano nel guidare e assistere i rifugiati, principalmente siriani arrivati dalla Turchia, affinché giungessero in sicurezza sulla costa.

### 2018
Nel marzo 2018, una motovedetta della guardia costiera libica intercetta un'imbarcazione di Open Arms in acque internazionali e minaccia di "sparare per uccidere" in caso l'ONG rifiuti di consegnare le donne e i bambini che erano tra i 218 passeggeri recuperati dall'organizzazione in quella stessa giornata in acque internazionali. Open Arms aveva seguito l'avviso emesso dalla Guardia Costiera italiana di recuperare due imbarcazioni in difficoltà.

### 2019
Il primo agosto 2019 una nave della Open Arms, in due interventi di salvataggio, prende a bordo 124 persone; il giorno seguente viene chiesto un porto sicuro in Italia, ma viene notificato il divieto di ingresso nelle acque territoriali. Il 9 agosto i legali della ONG chiedono al competente tribunale di Palermo di far sbarcare i minori; Il 10, con un nuovo intervento di salvataggio, vengono imbarcate altre 39 persone; i trasferimenti sulla terraferma vengono consentiti solo per motivi di salute. Solo il 14, dopo un pronunciamento del Tar del Lazio, la nave fa rotta verso Lampedusa pur non avendo il permesso di entrare in porto. Nei giorni seguenti vengono comunque portati a terra 32 minori e altre persone bisognose di cure mediche; alcuni migranti si gettano dalla nave per tentare di arrivare a nuoto nell'isola. Il 20 agosto, infine, il procuratore di Agrigento sale a bordo della nave e dopo un'ispezione dispone lo sbarco e il sequestro preventivo d’urgenza della nave; lo stesso giorno la nave attracca nel porto di Lampedusa con gli ultimi 83 migranti.

## Accuse di complicità nel traffico di esseri umani

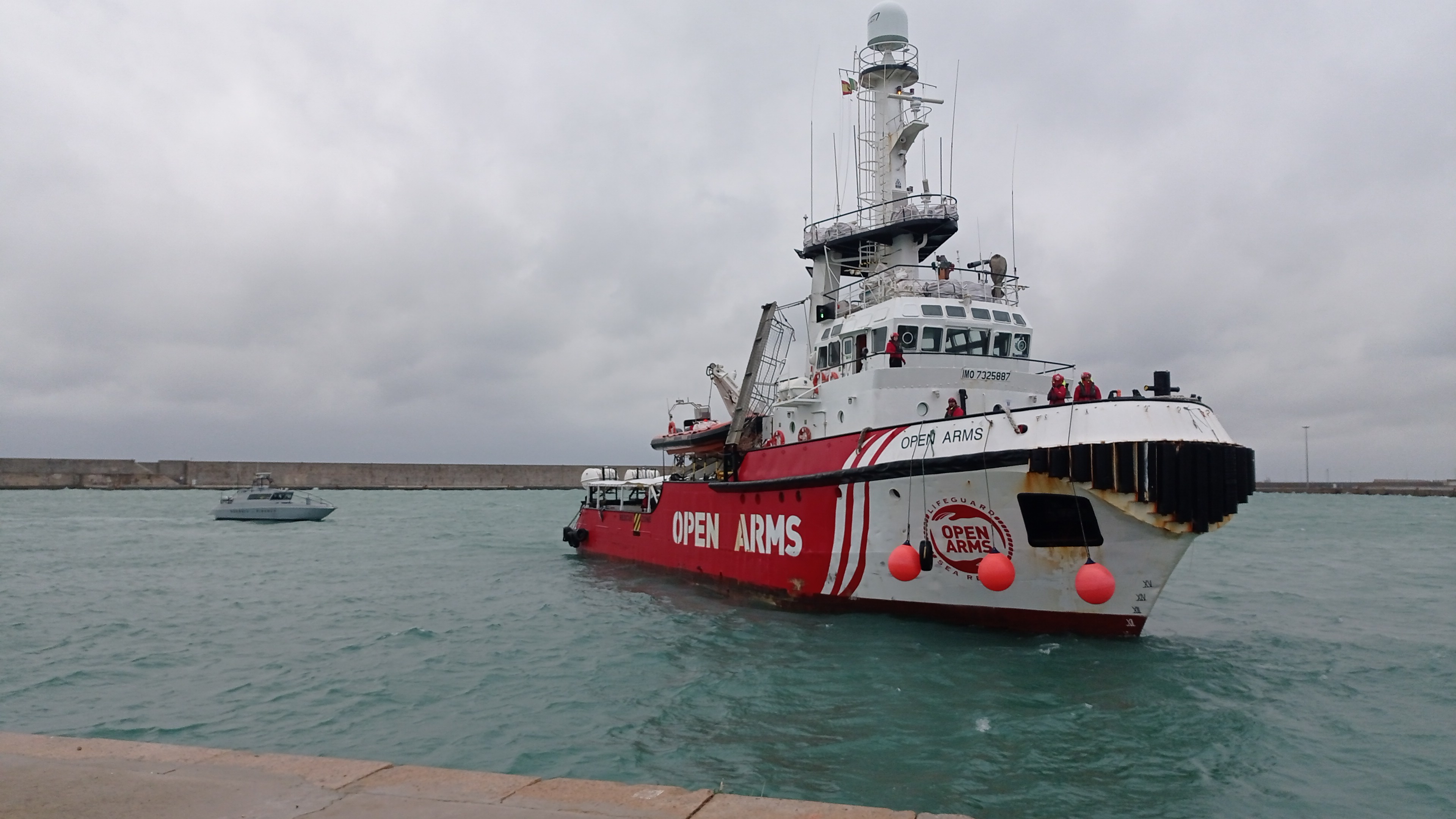
La nave Open Arms al porto di Crotone nel gennaio 2024.

Alla fine del mese di maggio 2016, Proactiva ha deciso di assegnare una nave nella zona del Mediterraneo centrale per assistere i migranti che provenivano dalle coste della Libia. L'accordo tra l'UE e la Turchia stava rendendo più difficile l'attraversamento del Mar Egeo, quindi si riaprirono altri canali.
Il procedimento penale della procura di Palermo nei confronti di Golfo Azzurro, nave appartenente a Proactivia Open Arms, iniziò a maggio 2017, in seguito a presunte incongruenze nel modo in cui erano stati soccorsi oltre 220 migranti poi sbarcati a Lampedusa. Nel giugno 2018, i magistrati di Palermo hanno archiviato l'inchiesta spiegando che «alla luce delle indagini svolte, non si ravvisano elementi concreti che portano a ritenere alcuna connessione tra i soggetti intervenuti nel corso delle operazioni di salvataggio a bordo delle navi delle Ong e i trafficanti operanti sul territorio libico».
Un altro procedimento è stato avviato nel marzo 2018 dalla procura di Catania, con l’accusa, nei confronti dell’ONG, di associazione per delinquere finalizzata all’immigrazione clandestina. Nel maggio del 2019 il GIP di Catania, accogliendo la richiesta della procura, ha disposto l'archiviazione del procedimento, mentre un fascicolo è rimasto aperto presso la procura di Ragusa.
Nel mese di agosto 2017 altre navi dell'ONG hanno ricevuto il divieto da Italia e Malta di sbarcare migranti. L'ONG inoltre ha avuto uno scontro con la guardia costiera libica che ha sparato colpi di avvertimento verso la sua nave Golfo Azzurro mentre si trovava a 70 km dalla costa nordafricana, in acque internazionali.
Una motovedetta libica – 648 Ras Jadir – si è posizionata tra l’imbarcazione dei migranti e la nave dell’ONG, impedendo alle lance di soccorso, che stavano distribuendo i giubbotti di salvataggio, di continuare il recupero.
I libici hanno intimato alla nave spagnola di non muoversi e hanno minacciato di condurre a Tripoli le lance di recupero, che continuavano a essere vicine ai migranti. I libici richiedevano che l’equipaggio delle lance consegnasse donne e bambini. Questa situazione di tensione è durata per almeno due ore, fino a quando i libici si sono ritirati. Sono state soccorse in tutto 218 persone.
Nel mese di marzo 2018, l'ANSA riporta che la nave della Proactiva è stata sequestrata dalle autorità italiane e che il capitano e altre due persone sono indagate con l'accusa di traffico di esseri umani dopo essere sbarcati a Pozzallo con 216 dei 218 migranti che avevano recuperato in acque internazionali a 117 km dalle coste libiche. Due dei migranti recuperati, una madre e il figlio malato, furono sbarcati a Malta, dove si trovava la nave, prima che le autorità italiane permettessero alla nave di procedere verso Pozzallo "viste le precarie condizioni dei migranti e le previsioni meteorologiche in peggioramento".

### Reazioni al sequestro da parte delle autorità italiane
In seguito al sequestro della nave di soccorso all'arrivo a Pozzallo, le principali ONG internazionali per il soccorso umanitario hanno rilasciato dichiarazioni che criticano l'azione delle autorità italiane.
- Amnesty International fa riferimento all'incidente "sconsiderato disprezzo per la comune decenza". E aggiunge "è tempo che i governi europei ripristinino con urgenza la loro cooperazione con la Libia in materia di migrazione. La loro insensibile complicità con i contrabbandieri, i criminali e i torturatori deve finire e la sicurezza e i diritti dei rifugiati, dei richiedenti asilo e dei migranti devono essere prioritari".[22]
- Human Rights Watch, sull'accaduto dice che: "Proactiva ha agito per salvare i migranti" e quindi ha preventivato dall'essere abusati in una detenzione infinita. "É perverso tentare di caratterizzare come criminale il rifiuto di consegnare le vittime alle forze armate della costa libica sapendo che potrebbero affrontare torture e stupri nei centri di detenzione libici".[23]
- Medici senza frontiere (MSF) ha criticato la "criminalizzazione" delle ONG che salvano migranti in mare, puntualizzando che "in nessuna circostanza" le persone soccorse dovrebbero essere restituite alla Libia e facendo riferimento al sequestro di Proactiva come "l'ultimo di una serie di azioni contro le ONG che svolgono operazioni salvavita".[24]

## Nella cultura
Nell'ottobre 2021, è uscito il film Open Arms - La legge del mare del regista Marcel Barrena, dedicato alla storia di Òscar Camps e dei suoi colleghi che è prossimo ad essere un fedele documentario sulla fondazione dell'associazione non governativa.

## Riconoscimenti
- Premio Pere Casàldiga alla solidarietà 2016[25]
- European Citizens' Prize[26]